# Santiago Tequixquiac
Santiago Tequixquiac è un piccolo villaggio ubicato a nord della Città del Messico, il suo nome antico in lingua otomí è Nthehe. È una piccola località dello Stato del Messico, nel comune di Tequixquiac.
     Barrio de El Refugio
     Barrio de San José
     Barrio de San Mateo
     Barrio de San Miguel
     Barrio de Santiago (Centro)
     Colonia ejidal Adolfo López Mateos

Barrio de El Refugio
Barrio de San José
Barrio de San Mateo
Barrio de San Miguel
Barrio de Santiago (Centro)
Colonia ejidal Adolfo López Mateos

Il paese è diviso in cinque barrios (quartieri) ed una colonia ejidal che integrano l'urbanizzazione di questa comunità e sono i seguenti:
- Barrio de San José (anticamente chiamato Taxdho)
- Barrio de San Mateo (anticamente chiamato Hueycalco)
- Barrio de San Miguel
- Barrio de Santiago o Centro (anticamente chiamato Tequixquiac)
- Barrio del Refugio (anticamente chiamato Acatlán)
- Colonia Ejidal Adolfo López Mateos.